# Дур (Бельгия)
Дур — коммуна в Валлонии, расположенная в провинции Эно, округ Монс. Принадлежит Французскому языковому сообществу Бельгии. На площади 33,32 км² проживают 16 810 человек (плотность населения — 505 чел./км²), из которых 48,05 % — мужчины и 51,95 % — женщины. Средний годовой доход на душу населения в 2003 году составлял 10 682 евро.
Почтовый код: 7370. Телефонный код: 065.
Город известен своим ежегодным музыкальным фестивалем 'Dour Festival', который проводится с 1989 года и охватывает различные жанры.

## Известные люди
- Жюль Гюстав Бахьё (1847—1916) — художник пейзажист, маринист, анималист,
- Жан-Луи Кольман (1926—2001) — бельгийский кинорежиссер,
- Эмиль Корнез (1900 - 1967) - политик-социалист, борец Сопротивления.